# Lśnić (powieść)
Lśnić – powieść napisana przez amerykańsko-koreańską piosenkarkę Jessicę Jung. Autorka, była członkini grupy Girls’ Generation, zainspirowała się do napisania książki swoimi doświadczeniami w południowokoreańskim przemyśle muzycznym.

## Odbiór
Książka trafiła na listę bestsellerów New York Timesa i zadebiutowała na piątym miejscu w kategorii literatura młodzieżowa w twardej oprawie. The Tempest amerykańska międzynarodowa firma zajmująca się mediami oceniła książkę na 6,5/10, krytykując jakość pisania i „w dużej mierze przewidywalną” fabułę, ale chwaląc ją jako „rozrywkową lekturę”, która przedstawia nieprzyjemne elementy przemysłu k-pop. Amerykański magazyn recenzujący książki Kirkus Reviews opisał ją jako „szybki, rozrywkowy romans” i pochwalił użycie koreańskiego języka i odniesień kulturowych.